# Ang asawa kong Amerikana
Ang asawa kong Amerikana, è un film del 1953 diretto da Eddie Romero (accreditato come Enrique Moreno) e sceneggiato da Luciano B. Carlos, con protagonisti Oscar Moreno, Joan Page e Rudy Francisco.
Presentato all'edizione inaugurale del Asian Film Awards, fu il primo film filippino a vincere un riconoscimento al suddetto evento.

## Riconoscimenti

### Vinti
Asian Film Festival – 1954
- APFF Award per la migliore sceneggiatura